# Wei (Primaveres i Tardors)
Wei - 衞 en xinès tradicional; 卫 en xinès simplificat; Wei4 en Wade-Giles; Wèi en pinyin - va ser un antic estat xinès existent entre els anys 1040 i 209 aC. Fundat a principis de la dinastia Zhou occidental i va assolir protagonisme durant el període de primaveres i tardors. Els seus governants eren del cognom Ji (姬), el mateix que el dels governants de Zhou. Es trobava al nord-est de l'actual província de Henan, a l'est de Jin (i després Wei 魏) i a l'oest de Cao.

## Inicis
La història de Wei es remunta als inicis de la dinastia Zhou i la rebel·lió dels tres guàrdies. Després que el duc de Zhou derrotés amb èxit la rebel·lió, Kang Shu, un germà petit del rei Wu de Zhou, va rebre un feu centrat a Zhaoge, la capital de la dinastia Shang, que havia estat el centre de la rebel·lió. En anys posteriors el feu es va expandir.
Quan en el 771 aC la capital dels Zhou a Haojing va ser saquejada, el príncep electe va fugir a l'est escortat per l'estat de Wei. Com a recompensa, el rang feudal dels governants de Wei va ser elevat de "hou" (equivalent d'alguna forma a marquès) a "gong" (equivalent a duc).

## Període de primaveres i tardors
L'estat de Wei va aconseguir el seu màxim poder durant els primers períodes de primavera i tardor, sota el duc Wu de Wei, que va regnar durant 55 anys. Tanmateix, durant el regnat dels governants posteriors, l'estat es va veure afectat per problemes de successió, fins que el duc Yi de Wei va prendre el tron; el seu govern dissolt i al vuitè any del seu regnat, els pobles rong van atacar amb èxit la capital de Zhaoge, matant el duc i gairebé destruint també l'estat (660 aC).
Només amb l'ajuda del duc Huan de Qi es va restaurar finalment l'estat, amb la seva capital traslladada a Chuqiu.
El 632 aC, Wei va ser conquerit pel duc Wen de Jin, perquè quan el duc Wen (aleshores anomenat Chong'er) es va exiliar a Wei, el duc Wen de Wei no l'havia tractat bé i el duc Cheng de Wei (fill del duc Wen de Wei) va ser gairebé enverinat pel duc Wen de Jin, però finalment l'estat va ser restaurat.
El 492 aC, el duc Chu de Wei (出 公) va succeir al tron del seu avi el duc Ling (灵 公), mentre que el seu pare Kuaikui (蒯 聩), que era l'hereu del duc Ling, havia estat destituït i exiliat. Per aconseguir el tron, Kuaikui va lluitar contra el seu propi fill i va aconseguir exiliar el duc Chu el 481 aC, i va ser titulat com a duc Zhuang (el darrer, 庄 公), però va ser assassinat tres anys després. El duc Chu va ser restaurat el 475 aC. El conflicte entre pare i fill va debilitar Wei, que aviat va quedar sota els designis de la casa Zhao de Jin.

## Decadència
El lent declivi de Wei va començar amb el rei Hui de Wei, que considerava que Qin a l'oest era un estat dèbil res amenaçant i que la seva terra era terra erma i, per tant, es va centrar en la conquesta de les terres de recursos a l'est. Hui va intercanviar territoris amb Han i Zhao per tal de fer més racionals els límits dels tres estats. L'any 364 aC Wei va ser derrotat per Qin a la batalla de Shimen i només va ser salvat per la intervenció de Zhao. Qin va guanyar una altra victòria l'any 362 aC i en 361 aC la capital de Wei es va traslladar a Daliang a l'est per estar fora de l'abast de Qin. En 354 aC, el rei Hui de Wei va iniciar un atac a gran escala contra Zhao. El 353 aC, Zhao estava perdent molt i assetjava la seva capital Handan, i Qi va intervenir atacant la capital de Wei mentre l'exèrcit de Wei estava lligat assetjant Zhao. l'exèrcit de Wei es va moure precipitadament cap al sud per protegir la seva capital i va ser atrapat a la carretera i derrotat decisivament a la batalla de Guiling.
El 346 aC, el duc de Wei es va degradar a si mateix a marquès. El 320 aC, el marquès de Wei es va degradar de nou a només un jun (senyor). En aquell temps Wei només posseïa un comtat anomenat Puyang (濮陽). El 254 aC, el rei Anxi de Wei (魏) va matar el senyor Huai de Wei (衞 怀 君), però dos anys més tard va declarar que el seu gendre, que era de la casa de Wei, era senyor de Wei, de manera que Wei es va convertir en una dependència del Regne Wei. El 239 aC, Qin va ocupar Puyang i l'estat de Wei va migrar a Yewang (野王) per preservar la seva existència.
L'estat era tan feble que amb prou feines va sobreviure a Qin Shi Huang, el primer emperador, i només va ser abolit el 209 aC quan Qin Er Shi va deposar Jiao, Senyor de Wei (衞君 角), dos anys abans del col·lapse de la dinastia Qin.

## Vassalls
Els vassalls de Wei inclouen el clan Shi, el clan Ning, el clan Kong, el clan Beigong, el clan Nan i el clan Sun. Eren majoritàriament branques de Wei. El clan Kong, que provenia de l'estat de Nan Yan, va ser una excepció.